# Primo vere
Primo vere è il primo libro di Gabriele d’Annunzio e fu pubblicato in prima edizione nel dicembre del 1879 e in seconda edizione, nel 1880. È una raccolta di poesie composte durante la frequentazione del Reale Collegio Cicognini.

## Vicende editoriali

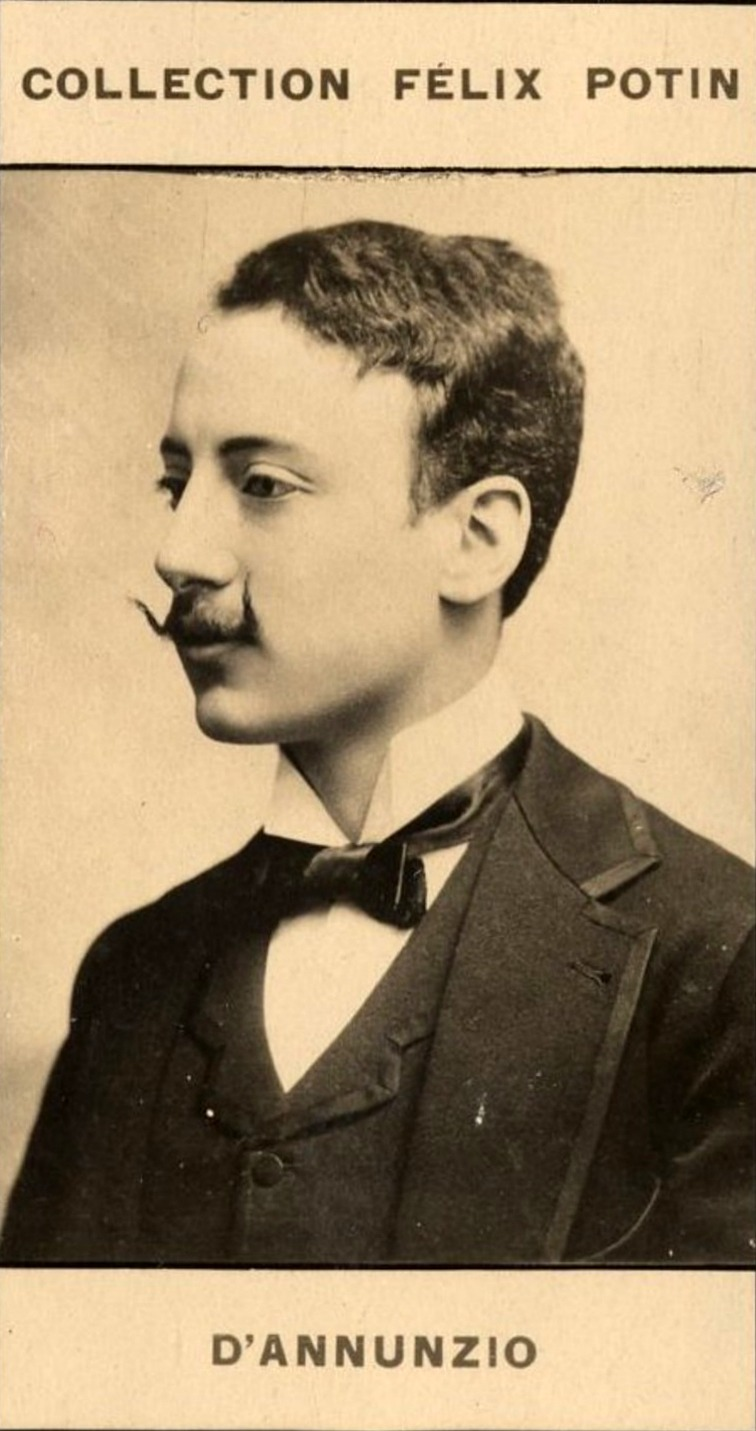
Ritratto del giovane D'Annunzio

Il poeta sedicenne dedicò tutto il periodo delle vacanze estive per redigere la sua prima opera, e poi con l'accordo del padre, decide di farlo stampare a spese della famiglia. Svanita però l'illusione di fare pubblicare la raccolta da uno dei migliori editori milanesi, il padre ripiega sul tipografo Giustino Ricci di Chieti, con cui viene combinata per 500 lire, un'edizione in 500 copie. Il volumetto, condotto sull'edizione zanichelliana delle poesie dello Stecchetti si compone di circa 150 pagine.
La prima edizione di Primo vere comprende ventisei poesie, quasi tutte dedicate ad un rappresentante della famiglia, ad un amico oppure alla musa ispiratrice, di nome Lilia; è poi presente un'appendice che contiene quattro traduzioni di Orazio.
Tra il luglio e l'agosto del 1880 d'Annunzio si occupa di rinnovare alcuni componimenti della prima edizione e di scriverne di nuovi, e, nell'ottobre dello stesso anno, Filippo de Titta (amico d'infanzia di D'Annunzio e fratello di Cesare De Titta, poeta dialettale), per incarico di Francesco Paolo D'Annunzio, conclude l'accordo con la tipografia Carabba di Lanciano, per la stampa di 500 copie della nuova edizione. Per incrementare le vendite - sfruttando un espediente à la page, il cui precedente si può ravvisare in Postuma -, faceva pubblicare la falsa notizia che l'autore era morto cadendo da cavallo.
La seconda edizione dell'opera è composta da cinquantasette liriche, oltre a diciannove traduzioni, ed è strutturata in quattro libri, sette studi a guazzo, una fantasia orientale, tre acquerelli, sette idilli selvaggi, un'appendice con le traduzioni di Catullo, Tibullo e Orazio ed infine quattro inni omerici. La correzione ha previsto la soppressione di quindici poesie della prima edizione, molte delle quali riconducibili al primo periodo di produzione. Questa seconda edizione sarà ripubblicata da Carabba nel 1913, ed è quella che si legge nell'edizione nazionale degli scritti di D'Annunzio, visto che la prima edizione è stata pressoché ripudiata.

## Tematiche
Con Primo vere, l'autore vuole raccontare la sua età giovanile (l'espressione latina, infatti, significa proprio "all'inizio della primavera") nella quale si affaccia per la prima volta alle gioie della vita e dell'amore. Sono riscontrabili le influenze di Carducci ed in modo particolare si evidenziano alcune espressioni e immagini tipiche del poeta toscano, nonché l'uso del metro barbaro. D'altra parte, il libro, come confessato dallo stesso autore, era nato sotto lo stimolo delle Odi barbare carducciane.
Al di là dell'imitazione, nel giovane D'Annunzio si vede la capacità di operare una scelta tra le sfaccettature della poetica del modello che più gli erano congeniali e che più si adeguavano alla sua personalità già spiccatamente originale.
Nella nuova edizione le immagini sono molto più ricche e variate e la padronanza tecnico-linguistica è aumentata, accentuando l'emancipazione dal Carducci. Oltre alle stesse tematiche dell'amore e della gioia della vita, si presentano ora nuove e differenziate: si va dall'ode alla terra d'Abruzzo, alle note affettuose per la madre, a poesie d'occasione per amici, al canto nostalgico per Firenze lontana, alla celebrazione della classicità con odi per statue di divinità, fino ai ricordi della Pescara, con un'appendice di traduzioni dei lirici classici.

## Edizioni originali
- Primo vere: liriche di Gabriele D'Annunzio (Floro), Chieti, Tipografia G. Ricci, 1879.
- Primo vere di Gabriele D'Annunzio, seconda edizione, Lanciano, Carabba, 1880 (poi riproposta nel 1913).

### Edizioni integrali commentate
- Primo vere, in G. D'Annunzio, Versi d'amore e di gloria, a cura di A. Andreoli e N. Lorenzini, introduzione di L. Anceschi, Milano, Mondadori, 1997, vol. I (I Meridiani).
- Primo vere, in G. D'Annunzio, Poesie complete, a cura di E. Palmieri, Bologna, Zanichelli, 1953, vol. I.
- Primo vere (1879), edizione commentata a cura di C. Mariotti, Lanciano, Carabba, 2016.